# Gospodje Borselenski
Gospodje Borsele(n)ski (večkrat zapisan tudi z -n na koncu in včasih z dvojnimi -es) je bila močna plemiška družina iz Zelandije, predvsem v petnajstem stoletju.

## Gospodje Borsele(nski)
Prvi član rodbine omenjen v zgodovinskih listinah je Nikolaj Bersalijski, omenjen leta 1243, ki je umrl leta 1263. Omenjen je kot prednik. Družina je imela izvorni sedež na gradu Troye, na (takratnem) otoku West (zahodni) Borselen.
Od časa Volferta I. Borselenskega (1250-1299) so gospodje Borselenski postali gospodje Veereja. Njegovi potomci so postali gospodje Sint-Maartensdijka, Brigdammeja, Scoudeeja, Cortgeneja itd.
Henrik II. Borselenski (1404–1474), sin Volferta III. Borselenskega, je postal vpliven svetovalec vojvode Filipa Dobrega in vitez reda zlatega runa.
Volfert VI. Borselenski (1430-1487), tudi vitez v redu zlatega runa, se je poročil z Marijo Stuart (1432-1465), hčerko škotskega kralja Jakoba I. in Šarlote Bourbonske (1443-1478). Glavna veja rodbine je z njim izumrla. Njegova sestra je bila Margareta Borselenska (um. 1510), ki se je poročila z Ludvikom Gruuthusejskim.
Rodbina je bila zelo pomembna po vsej Zelandiji. Verjetno je malo območij na Walcherenu, Severnem- in Južnem-Bevelandu, ki nekoč niso pripadala članu tega rodu. Stari arhivi Veereja vsebujejo 330 metrov arhivov gospodov Borselenskih iz Veere-ja. Deželni arhiv v Middelburgu vsebuje predvsem arhive, ki jih je zbrala nova družina Van der Hooge Borselenskih.
Do konca petnajstega stoletja so izumrle različne zakonite veje rodbine, nekaj stoletij kasneje pa so izumrle tudi veje nezakonskih potomcev.
Naziv "gospodar Veereja" je bil leta 1581 zaradi dolgov markiza Veerejskega na javni dražbi. Viljem Oranski je bil tisti, ki je pridobil naziv markiz in današnji nizozemski monarhi še vedno nosijo naziv markizov ali markizinj Veere.

## Družinsko drevo gospodov Borselenskih
- Nikolaj Borselenski († pred 1263)
  - Peter, vitez, gospod Borselenski in Goes-a
    - Floris Borselenski (umrt leta 1322), svetnik Floris V. Holandski Florisa V., nato Roberta Flandrskega
      - Jan Borselenski, vitez, v službi grofa Dampierra.

  - Henrik Wisse Borselenski, vitez († pred 1271)
    - Volfert I. Borselenski, gospod Veere-ški (izg.:Fire-ški)  (1255–1299)
      - Volfert II. Borselenski, vitez, gospod Veere-ški (izg.:Fire-ški) in Zandenburga
        - Volfert III. Borselenski, vitez, gospod Veere-ški (izg.:Fire-ški) in Zandenburga (1313-1351),  ⚭  Hedvika Bot Eemska
          - Volfert IV. Borselenski (-1379),  ⚭  Katarina Woestijneška
          - Henrik I. Borselenski (1336-1401), vitez,  ⚭  Marija Vianenska
            - Volfert V. Borselenski (1384-1409)  ⚭  Hadevika Borselenska  Brigdameška
              - Henrik II.  Borselenski (1404-1474), vitez redu zlatega runa,  ⚭  Johana  Halewijnska
                - Volfert VI.  Borselenski (1430-1487),  ⚭ 1) Marija Stuart,  ⚭ 2) Šarlota Bourbonska
                  - Ana  Borselenska (1471-1518),  ⚭ 1) Filip Burgundski, gospod Beverena (1460-1498),  ⚭ 2) Ludvik  Montfortski

                - Margareta Borselenska (ok. 1425-1510),  ⚭  Ludvik iz Bruggea

      - Klas I. Borselenski (-1357) gospod Brigdammeja,  ⚭  Johana  Zevenberška
        - Albreht Borselenski (-1390), gospod Brigdammeja,  ⚭  Beatrisa Domburška
          - Klas II. Borselenski (-1412), upravitelj Zelandije Bewestenschelde,  ⚭  Marija Arnemuidenska
            - Jakob Borselenski (-1426), x Ana  Henninska
              - Adrijan  Borselenski (1417-1468), vitez redu zlatega runa,  ⚭ 1) Marija Cats,  ⚭ 2) Ana Burgundska, nezakonska hči Filipa Dobrega, ki se je leta 1470 ponovno poročila z Adolfom Kleveškim

            - Filip Borselenski (±1390-1431), gospod Kortgene, oskrbnik Zeeland Bewestenschelde,  ⚭  Matilda  Raephorstska

          - Gilis Borselenski (-1390)  ⚭  Ana Domburška)
            - Floris Borselenski (-1447), gospod Souburga,  ⚭  Liza Hondtska

        - Floris  Borselenski (-1368), gospod Sint-Maartensdijka
        - Frank I. Borselenski (-1386), nasledi svojega brata Florisa kot gospod Sint-Maartensdijka,  ⚭  Alenora  Zuijlenska
          - Floris Borselenski (-1422),  ⚭  Uda Bergenska
            - Frank II. Borselenski (1396-1470),  ⚭  grofica Jacoba Bavarska

## Družinski grb
Grb Borselenskih (črn s srebrno palico) se pojavlja tudi v številnih občinskih grbih, kjer je imela družina Borselenskih ali ena od njenih vej premoženje. To so večinoma grbi v Zelandiji (Borsele, Baarsdorp, Brigdamme, Ellewoutsdijk, Tholen, Veere), pa tudi Westbroek v Utrechtu.

### Slike
- Grb Florisa Berselenskega Beyeren
- Klas Borsell Grb Beyeren
- Klas Berselski Grb Beyeren